# Eriopyga loliopopa
Eriopyga loliopopa är en fjärilsart som beskrevs av Dyar 1913. Eriopyga loliopopa ingår i släktet Eriopyga och familjen nattflyn. Inga underarter finns listade i Catalogue of Life.